# Cecidostiba semifascia
Cecidostiba semifascia är en stekelart som först beskrevs av Walker 1835.  Cecidostiba semifascia ingår i släktet Cecidostiba och familjen puppglanssteklar. Arten är reproducerande i Sverige. Inga underarter finns listade.